# 蒂斯菲尤爾
蒂斯菲尤爾（挪威語：Tysfjord）是挪威諾爾蘭郡已撤銷的市镇。該市镇存在於1869年至2020年間。